# Międzybórz (gemeente)
De gemeente Międzybórz is een stad- en landgemeente in het Poolse woiwodschap Neder-Silezië, in powiat Oleśnicki.
De zetel van de gemeente is in Międzybórz.
Op 30 juni 2004 telde de gemeente 4988 inwoners.

## Oppervlakte gegevens
In 2002 bedroeg de totale oppervlakte van gemeente Międzybórz 88,62 km², waarvan:
- agrarisch gebied: 47%
- bossen: 41%

De gemeente beslaat 8,44% van de totale oppervlakte van de powiat.

## Demografie
Stand op 30 juni 2004:
| Omschrijving                   | Totaal | Totaal | Vrouwen | Vrouwen | Mannen | Mannen |
| ------------------------------ | ------ | ------ | ------- | ------- | ------ | ------ |
| eenheid                        | aantal | %      | aantal  | %       | aantal | %      |
| inwoners                       | 4988   | 100    | 2527    | 50,7    | 2461   | 49,3   |
| bevolkingsdichtheid (inw./km²) | 56,3   | 56,3   | 28,5    | 28,5    | 27,8   | 27,8   |

In 2002 bedroeg het gemiddelde inkomen per inwoner 1271,84 zł.

## Administratieve plaatsen (sołectwo)
Bąków, Bukowina Sycowska, Dziesławice, Hałdrychowice, Kamień, Klonów, Kraszów, Królewska Wola, Ligota Rybińska, Niwki Kraszowskie, Niwki Książęce, Ose, Oska Piła.

## Aangrenzende gemeenten
Kobyla Góra, Sośnie, Syców, Twardogóra